# Mobile Briefmarke

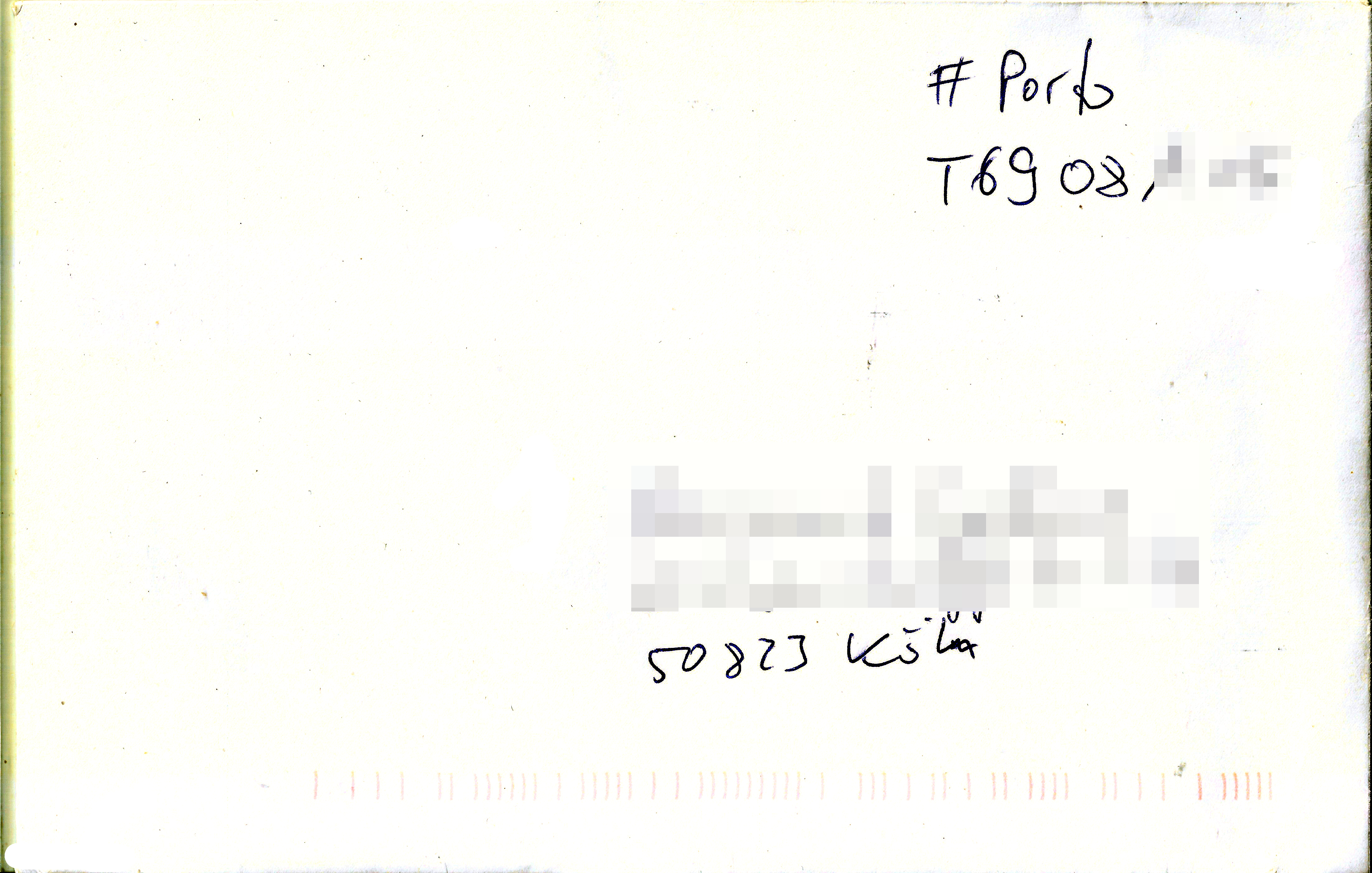
Briefumschlag mit mobiler Briefmarke, Dezember 2020

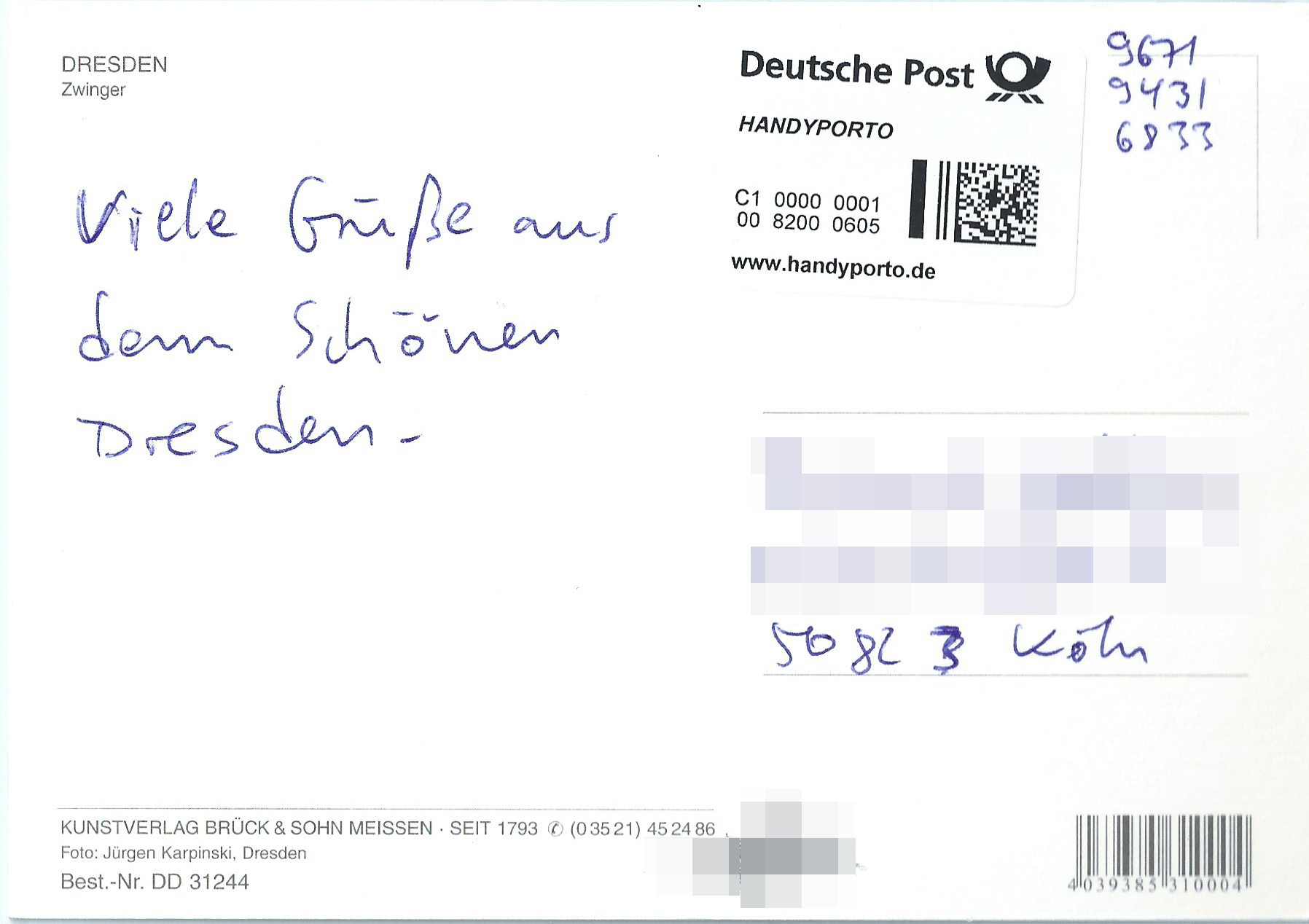
Anschriftenseite einer Ansichtskarte, frankiert mit dem alten Handyporto

Die Mobile Briefmarke ist eine Möglichkeit der Frankierung von Standardbriefen und Postkarten innerhalb Deutschlands mittels einer App, bei der keine Briefmarke und kein Drucker benötigt wird. Sie löst das bis Dezember 2020 angebotene Verfahren Handyporto ab.

## Funktionsweise

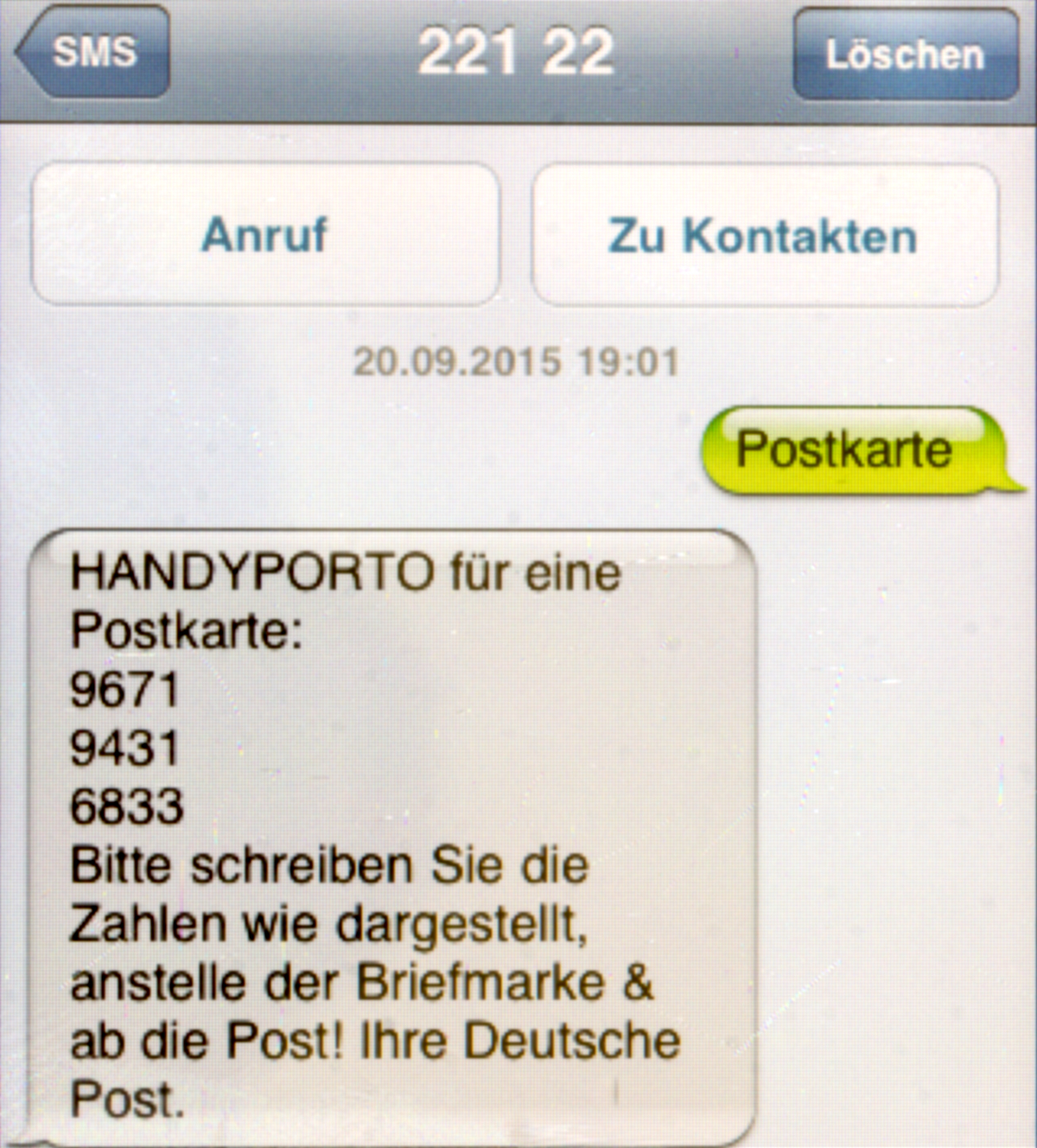
SMS mit dem Code für das Vorgängerprodukt Handyporto

Die Briefmarke kann in der Post & DHL App der Deutschen Post ohne Zuschlag in Form einer Zeichenkombination erworben werden. Eine Zahlung ist via PayPal oder Kreditkarte (VISA, Master, AMEX) möglich. Zur Frankierung muss die Zeichenfolge „#PORTO“, gefolgt von einer achtstelligen Buchstaben-/Zahlenkombination zweizeilig in die obere rechte Ecke des Briefs oder der Postkarte geschrieben werden. Der Brief bzw. die Postkarte kann sodann normal verschickt werden. Die Sortiermaschinen scannen den Code und erkennen, dass dieser von der App generiert wurde. Der Porto-Code ist 3 Jahre lang gültig.
Die Mobile Briefmarke stellt damit keine Briefmarke im eigentlichen Sinn mehr dar, weil der Charakter der Gleichmäßigkeit – identische Stücke werden in größerer Auflage hergestellt – fehlt.

## Vorgängerprodukt Handyporto
Von September 2008 bis Dezember 2020 wurde das Produkt „Handyporto“ angeboten, bei dem ein Code mit zwölf Ziffern per SMS angefordert und über die Mobilfunkrechnung bezahlt werden konnte. Das Handyporto kostete im Vergleich zur klassischen Briefmarke mehr, zusätzlich fielen je nach Mobilfunkanbieter SMS-Gebühren an.